# Yang Jih-sung
Yang Jih-sung (chinês tradicional: 楊日松; 23 de Novembro de 1927 – 23 Novembro de 2011) foi um cientista forense taiwanês que se tornou conhecido como o "Sherlock Holmes de Taiwan", uma carreira que durou quase cinco décadas.

## Biografia
Nascido em Condado de Miaoli, no dia 23 de Novembro de 1927, Yang obteve um diploma na Universidade Nacional de Taiwan, no Colégio de Medicina. Na sua graduação, Yang era o único membro da sua classe a ter sido treinado em medicina forense, um campo que ele procurou perseguir depois de ver seu irmão preso devido a uma confissão coagida e a uma condenação injustificada subsequente de um amigo por roubo. Yang resolveu o seu primeiro caso enquanto ainda era um estudante, em 1949. Devido aos esforços de Yang, o sobrevivente de suspeita de um suicídio duplo por enforcamento mais tarde admitiu assassinar sua namorada e forjar uma nota de suicídio. Ele também ajudou na resolução da morte de Chang Ming-fong, de 1977. O suspeito Lin Hsien-kun atacou sexualmente Chang antes de matar e desmembrar a vítima, o que resultou no primeiro homicídio de Taiwan envolvendo desmembramento. A morte de Iguchi Mariko, em 1990, permaneceu sem solução até ao ano seguinte, quando o corpo foi descoberto e Yang juntou-se ao caso. Pelo seu trabalho, a Universidade de Tóquio concedeu a Yang um doutoramento honorário. Em 1993, Yang descobriu que o Capitão Yin Ching-feng, do Corpo de Fuzileiros da Republica da China tinha sido morto antes mesmo de um suspeito desconhecido tentar encobrir a morte de Yin, lançando o corpo no oceano. A investigação lançada pelo assassinato de Yin posteriormente descobriu o Escândalo das Fragatas Lafayette, que datava de 1991. Ao longo da sua carreira, que terminou em 1998, Yang supostamente trabalhou mais de 30 000 corpos e foi frequentemente comparado a Sherlock Holmes e Bao Zheng. Ele também era conhecido por sua recusa em usar equipamento de protecção no trabalho. Na aposentadoria, Yang se tornou um consultor para o Instituto de Medicina Legal. Em 2004, foi nomeado para uma comissão convocada para investigar o incidente de tiro 3-19. Yang morreu de cancro do cólon num hospital em Taipei, no dia do seu 84º aniversário, em 2011.